# Dacalana vidura
Dacalana vidura là một loài bướm ngày thuộc họ Bướm xanh. Nó được tìm thấy ở Đông Nam Á.

## Phân bố
Loài bướm này phân bố ở Ấn Độ từ Assam về phía đông và ngang qua Dawnas và miền nam Myanma. Dải phân bố kéo tới bán đảo Mã Lai, Sumatra và Java.

## Phân loại
Loài này trước đây được xếp vào loài Pratapa vidura .

## Hình ảnh

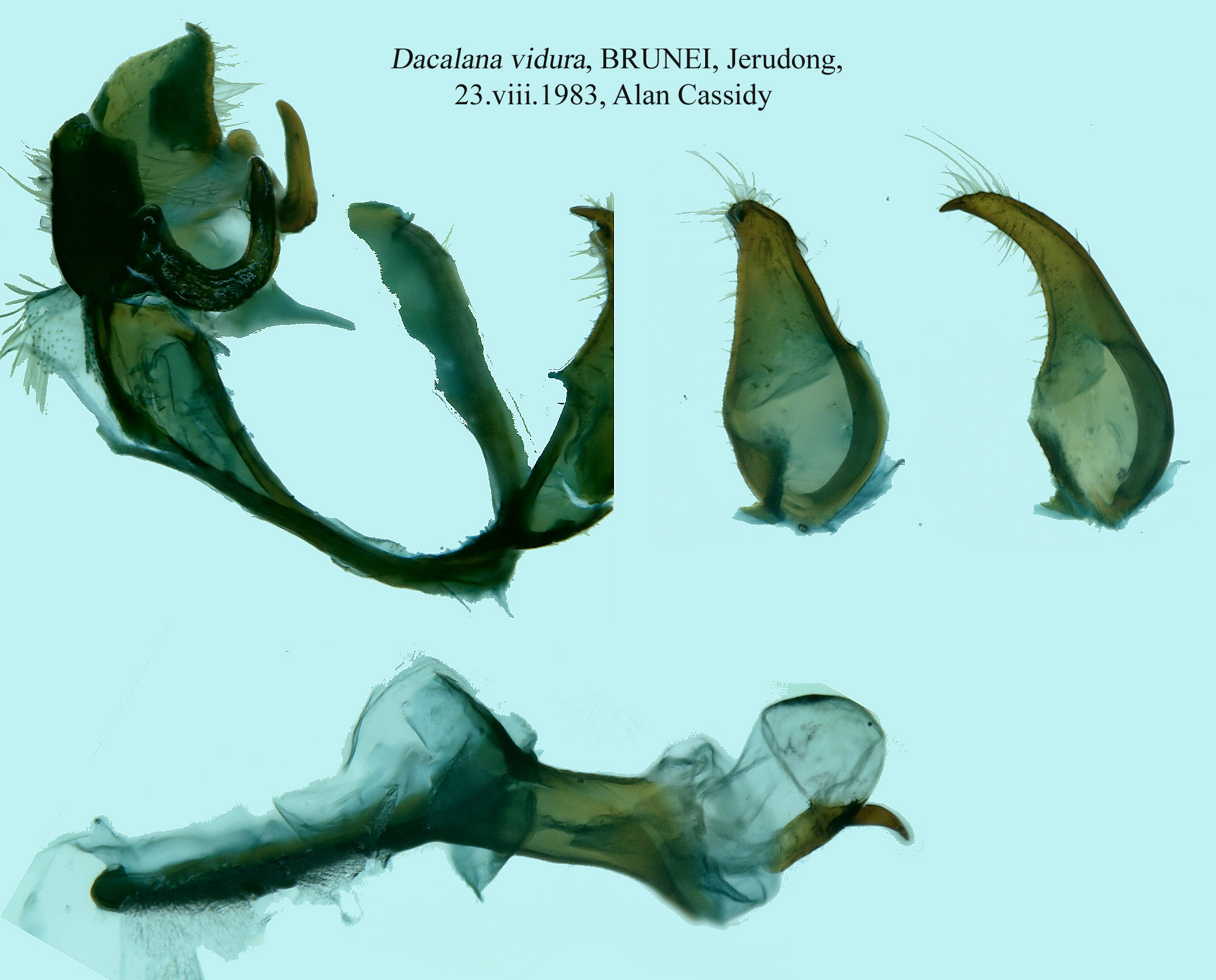
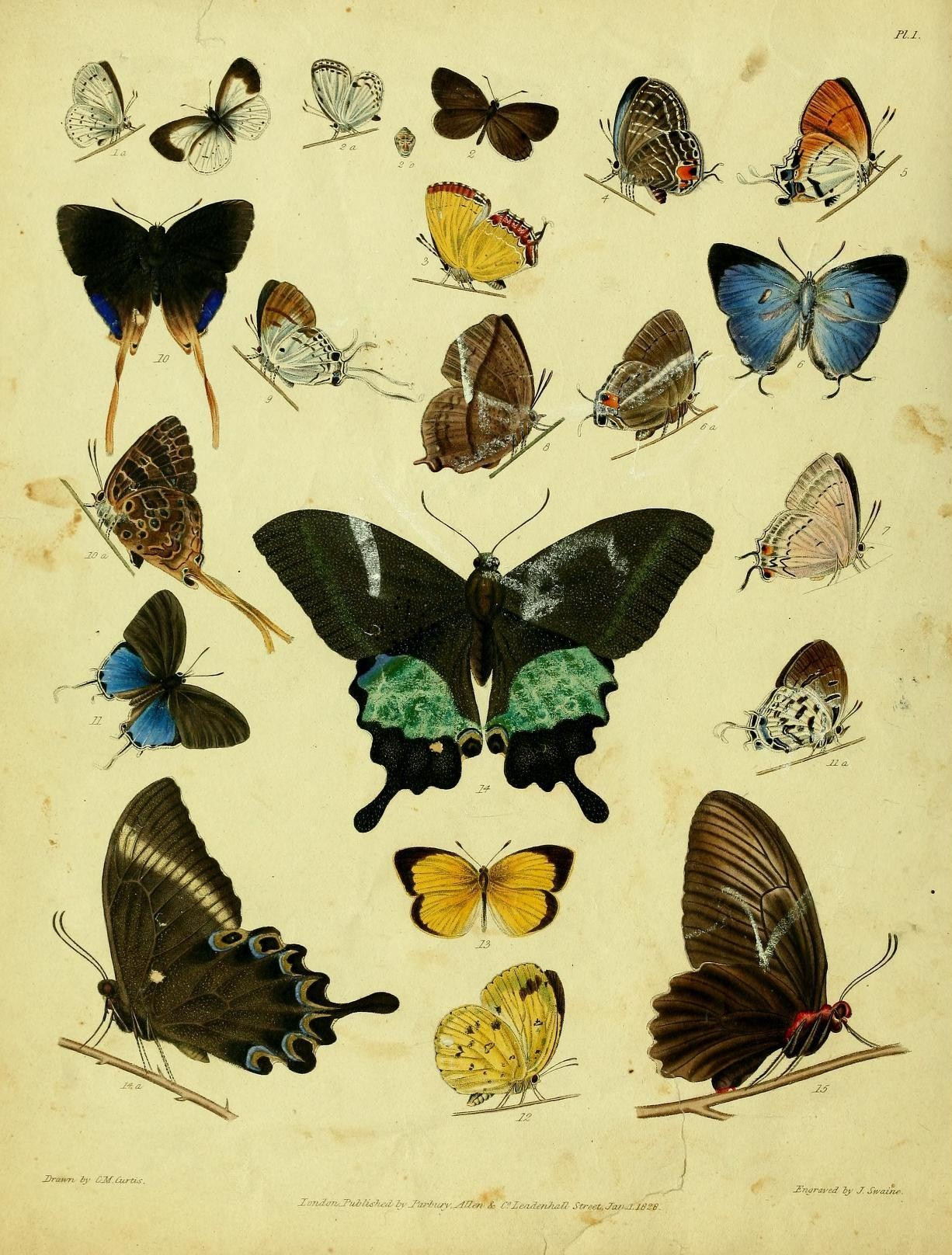